# 장정한
장정한(1993년 11월 8일 ~)은 대한민국의 가수다. 2017년 디지털 싱글 앨범 [I See U]로 데뷔했다.

## 방송
- 가스펠스타C 5 (2015) - Top10
- 히든싱어 5 (2018) - 케이윌편 준우승, 왕중왕전 11위
- 트롯 전국체전 (2020) - Top87

## 음악 활동

### 싱글 음반
- 2017년 2월 I SEE U (Feat. Microdot)
- 2017년 5월 UP Down
- 2017년 10월 Feel Feel (With. 문샤인)
- 2018년 3월 약속
- 2018년 7월 생각나길
- 2018년 11월 010-
- 2019년 4월 이별 후폭풍 (With. 김보경)
- 2019년 7월 낯선 계절이와
- 2020년 3월 둘만의 이야기
- 2020년 9월 잊어주라 (With. 리누)
- 2021년 8월 웃자 (With. 이영현)
- 2022년 5월 가슴에 지는 태양

OST 음반
- 2019년 2월 들려 (동네변호사 조들호2 OST Part.6)